# Ninurta-nadin-shumi
Ninurta-nadin-shumi was tussen 1134–1128 v.Chr. koning van Babylonië.
Koningslijst C 3 vermeldt zijn complete naam en wijst hem 3 regeringsjaren toe. De synchronistische koningslijst Assur 14616c ii 14' vermeldt hem tegenover Assur-resh-ishi I van Assyrië en de kroniek VAT 10281 voegt eraan toe dat zij bij Arba'il een veldslag tegen elkaar hielden. Er is een bronzen dolk uit Luristan in privébezit die zijn naam draagt. Uit latere tijden wordt hij nog vernoemd op een dolk van Marduk-nadin-ahhe en vermeldt Nabonidus dat hij de vader van Nebukadnezar I was.